# HD73574
HD73574 — подвійна зоря. 
Дана подвійна система має видиму зоряну величину в смузі V приблизно 8,1.

## Подвійна зоря
Головна зоря цієї системи належить до хімічно пекулярних зір й має спектральний клас A6.
Інша компонента має  спектральний клас F0.